# اكمة شط السحول (حزم العدين)
اكمة شط السحول

تعديل مصدري - تعديل

اكمة شط السحول محلة تابعة لقرية الصلبة، التابعة لعزلة بني سليمان بمديرية حزم العدين إحدى مديريات محافظة إب في الجمهورية اليمنية، بلغ تعداد سكانها 24 حسب تعداد اليمن لعام 2004.